# ديفيد غيسنر
ديفيد غيسنر (بالإنجليزية: David Gessner)‏ هو كاتب مقالات أمريكي، ولد في 15 مارس 1961.